# 提伯利
提伯利（Tilbury）是英格蘭埃塞克斯郡的一個城鎮，建城於19世紀晚期。提伯利是一個港口城市，靠近泰晤士河的河口。